# جویس دی‌دوناتو
جویس دی‌دوناتو (انگلیسی: Joyce DiDonato؛ زادهٔ ۱۳ فوریهٔ ۱۹۶۹) یک خواننده متزوسوپرانو اپرا اهل ایالات متحده آمریکا است.
شهرت او به‌واسطهٔ تفسیر و تأویلش از آثار جرج فردریک هندل، ولفگانگ آمادئوس موتسارت و جواکینو روسینی است.
وی همچنین برندهٔ جایزه گرمی بهترین تک‌خوانی کلاسیک در سال‌های ۲۰۱۲ و ۲۰۱۶ میلادی شده‌است.